# Ayatollah Modarres
L'ayatollah Seyyed Ḥasan Modarres (in persiano سید حسن مدرس ‎) (c. 1870 – Kashmar, 1º dicembre 1937) è stato un politico e religioso iraniano sostenitore della Rivoluzione costituzionale iraniana del 1906-11.

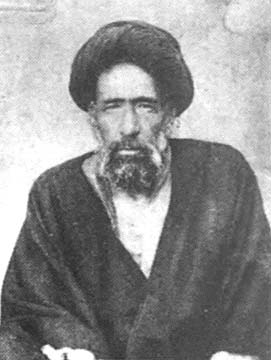
L'ayatollah Modarres

Deputato e leader del clero sciita militante, negli anni '20 si oppose alla dittatura di Reza Shah Pahlavi in difesa del Parlamento Majles. Fu per questo perseguitato ed ucciso in carcere ed è oggi ricordato dalla Repubblica Islamica d'Iran come campione della democrazia parlamentare.

## Biografia e storia politica
Docente di teologia nei seminari di Isfahan, nel 1910 fu scelto dalle gerarchie sciite come esperto di diritto incaricato di vagliare la conformità alla legge islamica delle norme approvate dal Majles (funzione ripresa nella Costituzione del 1979 dal Consiglio dei Guardiani).

Durante la prima guerra mondiale si oppose all'occupazione russa e britannica e partecipò come ministro della Giustizia al "governo nazionalista in esilio". Nel 1916 si rifugiò quindi nell'Iraq ottomano in guerra con i britannici. Nel 1919 rientrò dall'esilio e guidò l'opposizione popolare contro l'Accordo anglo-persiano che avrebbe ridotto di fatto l'Iran a Protettorato britannico.

Negli anni '20 fu eletto deputato al Majles e divenne leader del clero sciita militante. Nel 1925 si oppose in aula - assieme a pochi altri tra cui Mohammad Mossadeq - alla dittatura di Reza Shah Pahlavi in difesa delle prerogative del Majles dell'Iran. Un'altra causa è anche la riforma dello scià che decise di togliere l'obbligo del velo. Fu per questo perseguitato e ucciso in carcere.
L'ayatollah Modarres è oggi ricordato in Iran come un martire della democrazia e a lui è dedicata una delle principali autostrade che collegano Teheran al settentrione del Paese.